# Sh (dwuznak)
Sh – dwuznak występujący w języku angielskim i albańskim. Oznacza dźwięk polskiego sz. W międzynarodowym alfabecie fonetycznym oznaczany jest znakiem [ʃ].